# Casino Royale (pel·lícula de 2006)
Casino Royale és una pel·lícula estatunidenca-britànica-germano-txeca d'espionatge dirigida per Martin Campbell. Es va estrenar el 2006 i ha estat doblada al català. Daniel Craig interpreta per primera vegada el paper de James Bond, succeint així a Pierce Brosnan.
James Bond, que acaba de guanyar l'estatus d'agent 007, s'enfronta a La Xifra, banquer de terroristes internacionals. Bond eliminarà diferents agents de La Xifra amb l'objectiu de debilitar-lo. Ajudat de Vesper Lynd, s'hi enfrontarà en persona en una partida de pòquer Texas hold 'em al Casino Royale  situat a Montenegro.

## Argument
Al precrèdits, hom s'assabenta que James Bond tot just acaba de ser promogut agent doble zero (porta arma i permís per fer-ne ús segons el seu propi judici, és a dir autoritzat a matar). Per obtenir aquesta promoció, va abatre un agent doble que treballava a la República Txeca. Hi torna abatent un cap de secció corromput que controlava l'agent doble. Després venen els crèdits amb la cançó You Know my Titre de Chris Cornell.
L'acció continua a Uganda on un senyor de la guerra confia els seus diners al denominat La Xifra. Llavors, es troba 007 a Madagascar on acorrala un terrorista, Mollaka, i acaba per abatre'l dins d'una ambaixada. El seu cap M és furiós, ja que ha de patir les crítiques severes dels seus superiors, Bond havent violat una de les regles primordials de la diplomàcia internacional.
Prefereix apartar Bond i enviar-lo a «posar-se el cap a la sorra» a les Bahames. Allà, troba Alex Dimitrios, un terrorista, i la seva dona, la bella Solange. Dimitrios ha posat un agent en relació amb La Xifra que li confia la missió de fer explotar Skyfleet , un prototip d'avió que ha de ser presentat l'endemà a l'aeroport de Miami. 007 evita l'atemptat in extremis.
Només que La Xifra havia venut en curt totes les accions de l'empresa Skyfleet que havia comprat amb els diners dels seus clients. El muntant de les seves pèrdues s'eleva a aproximadament a cent milions de dòlars. Per això organitza a Montenegro una partida de pòquer a deu amb deu milions de cava i cinc de re-cava.
James s'incriu a la partida. De camí a Montenegro, coneix una jove, Vesper Lynd, que representa el Tresor britànic. Hi troba igualment un personatge que es farà recurrent en la sèrie a qui dona sempre un cop de mà, l'agent de la CIA Felix Leiter.

## Repartiment
- Daniel Craig: James Bond 007
- Mads Mikkelsen: La Xifra
- Judi Dench: M
- Eva Green: Vesper Lynd
- Jeffrey Wright: Felix Leiter
- Giancarlo Giannini: René Mathis
- Jesper Christensen: M. White
- Carlos Leal: El director del casino
- Caterina Murino: Solange Dimitrios
- Simon Abkarian: Alex Dimitrios
- Tobias Menzies: Villiers
- Ivana Milicevic: Valenka
- Clemens Schik: Kratt
- Ludger Pistor: Mendel
- Claudio Santamaria: Carlos
- Sébastien Foucan: Mollaka
- Isaach de Bankolé: Steven Obanno, senyor de la guerra ugandès

## Al voltant de la pel·lícula
- Títol: Casino Royale  (L'"e" de Royale no és no un error ortogràfic: el títol original de la novel·la d'Ian Fleming és l'abreviatura de Casino de Royale-les-Eaux. Aquesta significació es va perdre a la pel·lícula, ja que el casino està situat a Montenegro.)
- Remake de dos altres James Bond titulats també Casino Royale: un telefilm amb Barry Nelson el 1954 i una pel·lícula amb David Niven el 1967

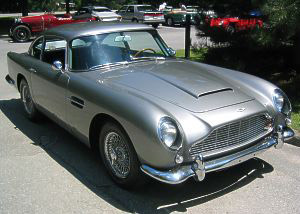
A la pel·lícula, James porta un Aston Martin DB5...

- És la 21a aventura de l'agent James Bond produïda per EON Productions, la societat que administra els drets de la franquícia Bond. Tres pel·lícules són considerades com «fora de sèrie»: Casino Royale del 1954, Casino Royale del 1967 i Mai diguis mai més del 1983.
- Aquesta pel·lícula és la primera d'una trilogia sobre la joventut de James Bond. Les febleses de James Bond hi apareixen més que a les pel·lícules precedents. D'altra banda, la primera escena de la pel·lícula seguint Quantum of Solace, se situa algunes hores després de l'escena final de Casino Royale. És la primera vegada que els guionistes de James Bond decideixen realitzar una continuació a una pel·lícula (aquesta possibilitat ja havia estat considerada per a 007 al servei secret de Sa Majestat però com l'actor que encarna James Bond en aquesta pel·lícula, George Lazenby, havia decidit no renovar el seu contracte per a un nou James Bond, la hipòtesi havia estat apartada)
- Els personatges recurrents «Q» i Miss Moneypenny no apareixen a la pel·lícula.[3]
- Jeffrey Wright és el primer actor negre a interpretar Felix Leiter de la CIA (a part de Bernie Casey a la pel·lícula de 1983 Mai diguis mai més.
- Martin Campbell realitza el seu segon James Bond, després de Goldeneye (1995).[3] L'escenògraf de La Màscara del Zorro és l'únic en haver rodat dues parts de la sèrie des dels anys 1980. Abans, els principals realitzadors eren Terence Young (Agent 007 contra el Dr. No, Operació Tro, ...), Guy Hamilton (Goldfinger, L'home de la pistola d'or…) o John Glen que ha dirigit cinc James Bond dels anys 1980. De fet, les quatre pel·lícules amb Pierce Brosnan han tingut un director diferent.
- Una de les escenes de la pel·lícula ha estat rodada a la vil·la Balbianello, prop del llac Como, a Itàlia, on pel·lícules com Star Wars Episodi II: L'Atac dels Clons han estat igualment rodades.
- El PDG de Virgin, Richard Branson, apareix un instant a la pel·lícula (posant en marxa el pòrtic de seguretat a l'aeroport de Miami), escena d'altra banda esborrada per British Airways, competidor de Virgin Atlantic de les versions projectades als seus avions de llarg recorregut.[4] La model Alessandra Ambrosio fa igualment un cameo a la seguretat d'un altre aeroport quan James Bond arriba a les Bahames.
- La Xifra utilitza un iot Sunseeker Predator 108 a les Bahames.
- Per promocionar la sortida de la PlayStation 3 a Europa el 23 de març, els 500.000 primers inscrits a la PlayStation Network han rebut un exemplar de la pel·lícula en format Blu-Ray.[5]
- Tots els aparells electrònics mostrats a la pel·lícula (telèfons portàtils, ordinadors, pantalles, lectors blu-ray, aparells foto numèrics, ...) són sistemàticament de la marca Sony.[3] Es veurà un Sony Ericsson K800i edició casino royale, un W850i, un K600i.[6]

## Crítica
Abans de la sortida de la pel·lícula, la «ruptura» ja estava anunciada amb l'adjudicació del paper tan cobejat a Daniel Craig, un home ros amb una cara patibulària, lluny de la sofisticació d'un Pierce Brosnan. El personatge apareix de fet molt més brutal, i paradoxalment més sensible, i finalment treu seu costat humà. Així, la sèrie guanya en profunditat i en interès, tant per al gran públic com per als seus nombrosos admiradors.

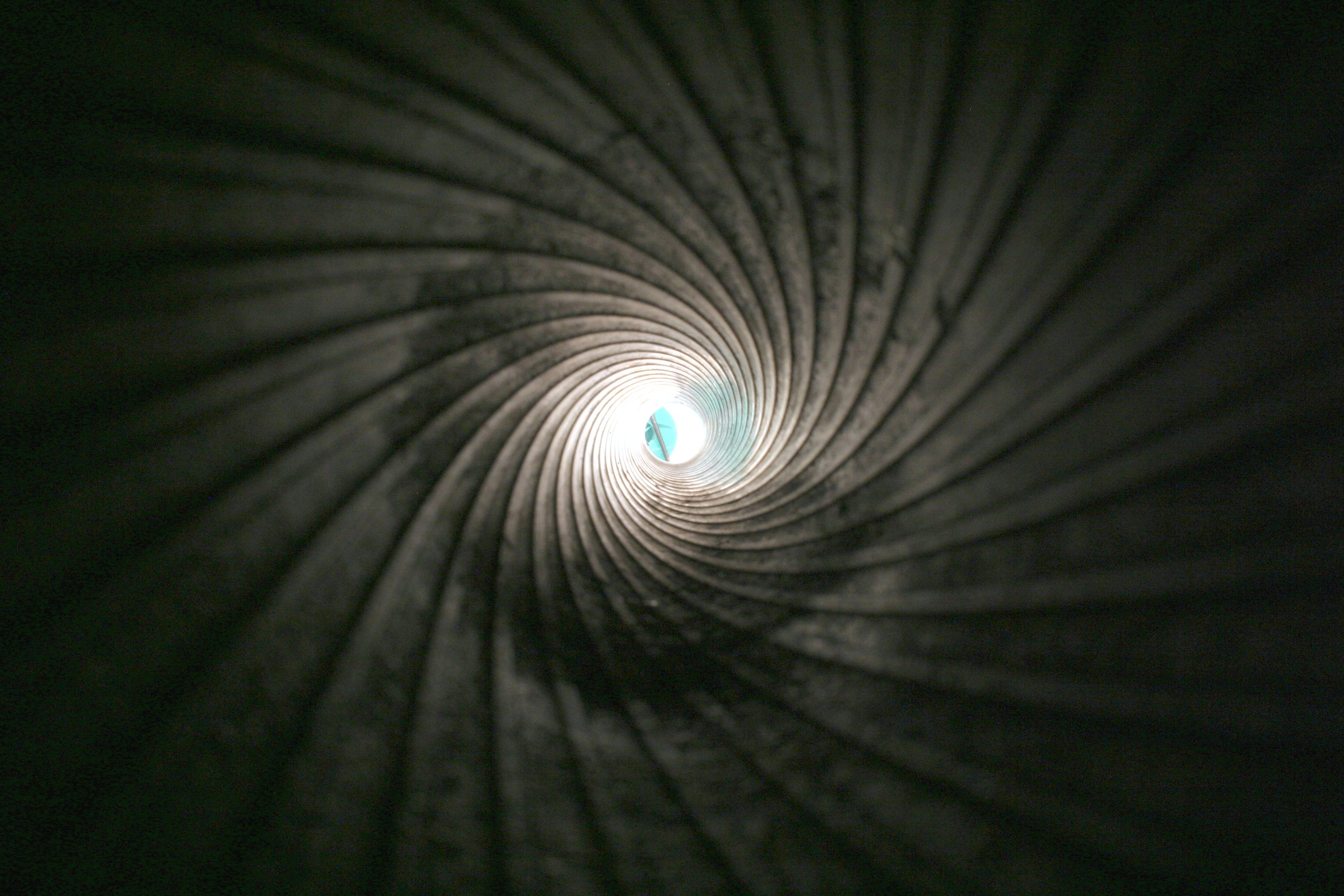
Un bon nombres de seguidors van ser de manera seriosa ultratjats per l'absència de la tradicional escena del canó (gunsbarrels en anglès) a l'inici de la pel·lícula

La pel·lícula comença per la tradicional escena d'obertura que mostra, en blanc i negre, com Bond, miraculosament rejovenit comparat als Bond de les últimes pel·lícules, es guanya el seu estatut de doble-zero.
La història situa l'agent 007 enfront de La Xifra, banquer de terroristes internacionals, en llocs molt variats anant dels Bahames a Montenegro passant per Miami i el llac de Como. Per fer-ho, James es beneficia de l'ajuda d'una encantadora comptable - en la persona d'Eva Green - amb qui lliga una història d'amor intens, cosa que no s'havia vist més des de 007 al servei secret de Sa Majestat. La pel·lícula presenta probablement el personatge femení més complex de tota la sèrie. La seva fi dramàtica remet d'altra banda també a l'episodi 007 al servei secret de Sa Majestat.
L'última mitja-hora és rica en rebots, ja que el dolent és confronta a altres dolents - i, per tant, l'heroi també. El final de la pel·lícula proposa les habituals característiques del mite bondià: el famós «el meu nom és Bond» i sobretot el tema de Monty Norman posat al dia per David Arnold, que ha dirigit la banda sonora de quatre pel·lícules James Bond. El clímax de la pel·lícula és una llarga partida de pòquer que s'allarga.

### Repetició dels clixés
Tota la pel·lícula és feta així: els tradicionals clixés bondians són ben presents, però redistribuïts altrament:
- La partida de cartes és més important que les escenes d'acció, menys nombroses però encertades i més violentes (en una línia més contemporània).
- L'auto-presentació de l'heroi ("El meu nom és Bond. James Bond") és l'última imatge de la pel·lícula.
- El principal adversari de Bond mor abans del final.
- Els crèdits cantats hi són presents, però evitant les tradicionals siluetes bondianes (d'altra banda ell també gasta una estètica molt contemporània, a l'estil d'una animació Flash).
- Bond està realment molt a prop de la mort.
- És torturat, i passa un verdader moment de sofriment.
- L'última mà de la part de pòquer confondrà tots els aficionats d'aquest joc.
- Quan demana un vodka-martini, Bond no precisa «remenat a la coctelera, no amb cullera», al contrari, quan el servidor li demana que esculli entre els dos utensilis, respon en un moment d'enervació «Què n'he de fotre ? ».
- Aquest James Bond, que descriu de fet el començament de la carrera del cèlebre agent, és ben més aviat psicològic. S'hi veu el seu costat sensible i el veiem cometre errors després aprendre dels seus errors.
- A partir d'una màquina de matar sense història (una escena on James Bond i Vesper Lynd intenten saber de l'altre, no ens dona finalment cap clau sobre James Bond) a un home que serveix les seves idees, que es forja en la violència la seva pròpia identitat, els seus propis mètodes.
- Les seguidores de les obres precedents podran ser decebudes per les febleses de James Bond, que abandona el mite de l'heroi indestructible, la manca d'artefactes (i per l'absència de presentació d'aquests) així com per la curta carrera de persecució que no ho és en realitat, fets que són realment en ruptura amb els episodis precedents. D'altra banda, la tria de Judi Dench al paper de M col·loca un problema de continuïtat, ja que havia estat presentada a Goldeneye com la successora de l'M interpretat per Bernard Lee i Robert Brown. De fet, la producció ha arreglat aquest aparent problema de continuïtat afirmant que amb aquesta pel·lícula arrencava una nova sèrie d'aventures cinematogràfiques de James Bond i que no hi havia cap continuïtat a cercar.